# Edward Howard (amiral)
sir Edward Howard, yngre bror till Thomas Howard, 3:e hertig av Norfolk, född omkring 1477, vann vid unga år rykte som sjöhjälte i striderna med fransmännen, blev 1513 storamiral och omkom samma år vid ett äntringsförsök mot ett franskt fartyg.

## Utmärkelser
- Strumpebandsorden[4]

[Redigera Wikidata]